# تاريخ الاستحقاق (فلم)
تاريخ الاستحقاق  (بالإنجليزية: Due Date) هو فيلم مغامرة تم إنتاجه في الولايات المتحدة وصدر في سنة 2010. الفيلم من إخراج تود فيليبس
وبطولة روبرت داوني جونيور وزاك غاليفياناكيس

## بطولة
- روبرت داوني جونيور
- زاك غاليفياناكيس
- ميشيل موناغان
- جوليت لويس
- جيمي فوكس

## القصة
تدور أحداث القصة حول رجل يريد السفر إلى لوس أنجلوس لحضور لحظة ولادة طفله، ويقابل في المطار شخص بليد وتحدث بينهما مشاكل تمنعه من السفر حيث يقرر أن يذهبا وتدور أغلب أحداث الفيلم حول هذه الرحلة.

## الميزانية والإيرادات
بلغت تكلفة إنتاج الفيلم حوالي 65 مليون دولار بينما حقق أرباحا تقدر بـ 211,780,824 دولار.

## وصلات خارجية
- مقالات تستعمل روابط فنية بلا صلة مع ويكي بيانات